# Frannach

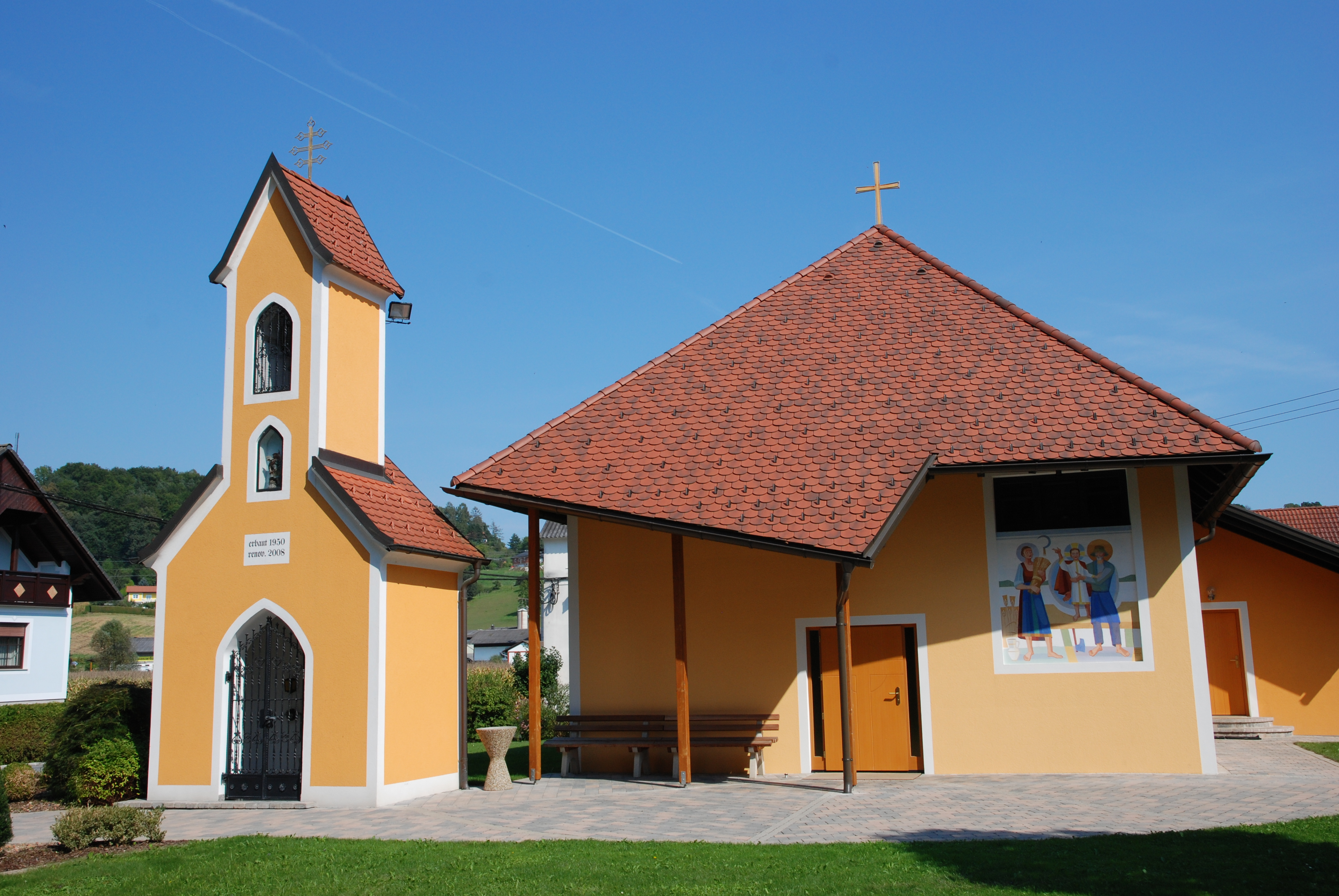
Kapelle Frannach

Frannach ist eine ehemalige Gemeinde mit 548 Einwohnern (Stand 1. Jänner 2014) im Süd-Osten der Steiermark im Gerichtsbezirk bzw. Bezirk Südoststeiermark (Österreich). Seit 2015 ist sie im Rahmen der Gemeindestrukturreform in der Steiermark mit den Gemeinden Edelstauden und Pirching am Traubenberg zusammengeschlossen, die neue Gemeinde führt den Namen Pirching am Traubenberg weiter.

## Geografie

### Geografische Lage
Frannach liegt ca. 23 km südöstlich von Graz und ca. 19 km westlich der Bezirkshauptstadt Feldbach im Oststeirischen Hügelland.

### Nachbargemeinden bis Ende 2014
- im Norden: Pirching am Traubenberg
- im Osten: Kirchbach in Steiermark
- im Süden: Mitterlabill
- im Westen: Allerheiligen bei Wildon

### Gliederung
Das Gemeindegebiet umfasste folgende drei Ortschaften (in Klammern Einwohnerzahl, Stand 1. Jänner 2024):
- Frannach (204)
- Manning (163)
- Oberlabill (162)

Die Gemeinde bestand aus der einzigen Katastralgemeinde Frannach.

### Einwohnerentwicklung
Zeitleiste Bevölkerungsentwicklung der ehemaligen Gemeinde Frannach

## Politik

### Gemeinderat
Der Gemeinderat bestand aus neun Mitgliedern und setzte sich seit der Gemeinderatswahl 2010 aus Mandaten der folgenden Parteien zusammen:
- 7 ÖVP – stellte Bürgermeister und Vizebürgermeister
- 2 SPÖ

### Bürgermeister
Letzter Bürgermeister war bis Ende 2014 Johann Absenger.

### Naturdenkmäler
- Winterlinde

### Sport
- Tennis, sieben Plätze

## Wirtschaft und Infrastruktur
Tischlerei, Schlosserei, Gast- und Caféhaus, Nah- und Ferntransporte

### Ansässige Unternehmen
Tischlerei Scherr, Tischlerei Josef Rauch, Metallbau Suppan, Dorfstubn, Transporte Mayer, Intelicon Software Development GmbH

### Öffentliche Einrichtungen
- Bücherei
- Kapellenwanderweg
- Messkapelle Frannach:  Erbaut 1963 - 1966, Einweihung am 4. September 1966. Die künstlerische Gestaltung stammt von Franz Weiss.